# Gaurishankar

Una vista panorámica de la montaña Gaurishankar (7134 m) desde Kalinchowk (2900 m)

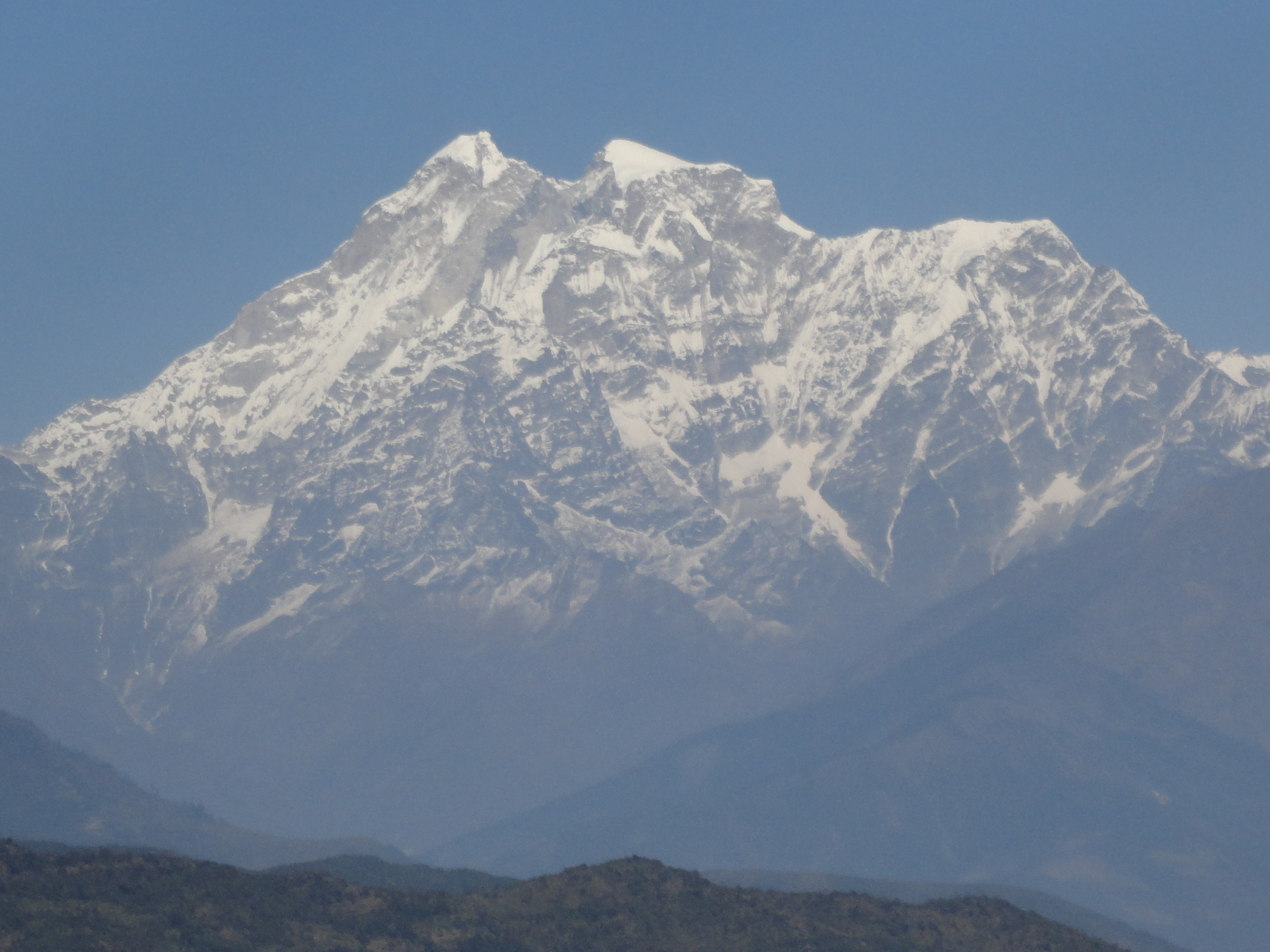
Gaulishankar

Gaurishankar (también Gauri Sankar o Gauri Shankar; nepalí : गौरीशंकर ; Sherpa : Jomo Tseringma;) es el segundo pico más alto del Rolwaling Himal, una sección del Himalaya en el centro este del Nepal, que incluye las cimas del Melungtse (7.181 m) y el Gaurishankar (7134 m). El nombre proviene de la diosa hindú Gauri, una manifestación de Parvati, y su consorte Shankar, que denota la consideración sagrada que le otorga la gente de Nepal. Los sherpas llaman a la montaña Jomo Tseringma. La hora estándar de Nepal (GMT+05:45) se basa en el meridiano de este pico de montaña.

## Ubicación
Gaurishankar se encuentra cerca del borde occidental del Rolwaling Himal, a unos 100 km al noreste de Katmandú . (Está casi directamente entre Katmandú y el Monte Everest, y es visible desde Katmandú.) Al oeste del pico se encuentra el valle de Bhote Kosi, el límite occidental del Rolwaling Himal. Al norte se encuentra el Menlung Chu, que lo separa de su pico hermano Melungtse . Al sur se encuentra el Rolwaling Chu, que conduce al paso de Tesi Lapcha, dando acceso a la región de Khumbu. Está en el distrito de Dolakha.

## Características notables
La montaña tiene dos cumbres, la cumbre norte (más alta) se llama Shankar (una manifestación de Shiva ) y la cumbre sur se llama Gauri (una manifestación de la consorte de Shiva). Se eleva espectacularmente por encima del Bhote Kosi, a sólo 5 km de distancia, y está protegido por todos lados por paredes empinadas y crestas largas con cornisas.

## Historia de la escalada
Los primeros intentos de escalar Gauri Sankar se realizaron en las décadas de 1950 y 1960, pero el clima, las avalanchas y las difíciles caras de hielo derrotaron a todos los bandos. Desde 1965 hasta 1979, la montaña estuvo oficialmente cerrada para escalar. Cuando finalmente se concedió el permiso en 1979, una expedición estadounidense-nepalí finalmente logró llegar a la cima, a través de la cara oeste.  Esta era una ruta de extrema dificultad técnica. El permiso del Ministerio de Turismo de Nepal estipulaba que solo se podía llegar a la cumbre si un número igual de escaladores de ambas naciones estaban en el equipo de cumbre. John Roskelley y Dorje Sherpa cumplieron con esa obligación. 
En el mismo año, una expedición británico-nepalesa dirigida por Peter Boardman escaló la larga y difícil arista sudoeste. Boardman, Tim Leach, Guy Neidhardt y Pemba Lama llegaron a la cumbre sur "Gauri" (7010 m.) el 8 de noviembre de 1979. Aunque no hicieron la larga travesía adicional hasta la cumbre principal "Shankar", su ascenso fue un logro significativo en sí mismo.
En 1983, Gaurishankar fue alcanzado nuevamente por un equipo esloveno. La cumbre principal (7134 m) fue alcanzada el 1 de noviembre por Slavko Cankar (líder de la expedición), Bojan Šrot y Smiljan Smodiš; y tres días después por Franco Pepevnik y Jože Zupan. Subieron por el lado izquierdo de la cara sur para llegar a la arista suroeste y luego continuaron hasta la cumbre principal.
La lista de ascensos del Himalaya enumera solo dos ascensos adicionales de la cumbre principal de Gauri Sankar. La segunda ascensión fue realizada en la primavera de 1984 por Wyman Culbreth y Ang Kami Sherpa, a través de una nueva ruta en una cresta en la cara suroeste. El tercer ascenso (y el primer ascenso de invierno), en enero de 1986, fue realizado por el surcoreano Choi Han-Jo y Ang Kami Sherpa.
En el otoño de 2013, un equipo de cuatro escaladores franceses finalmente escaló la cara sur completa. Tras llegar a la cima de la cara sur a las 16.00 horas del 21 de octubre, decidieron no continuar hasta los 7.010 m de la cumbre sur. Les tomó 11 horas descender al fondo de la cara.

## Área de conservación de Gaurishankar

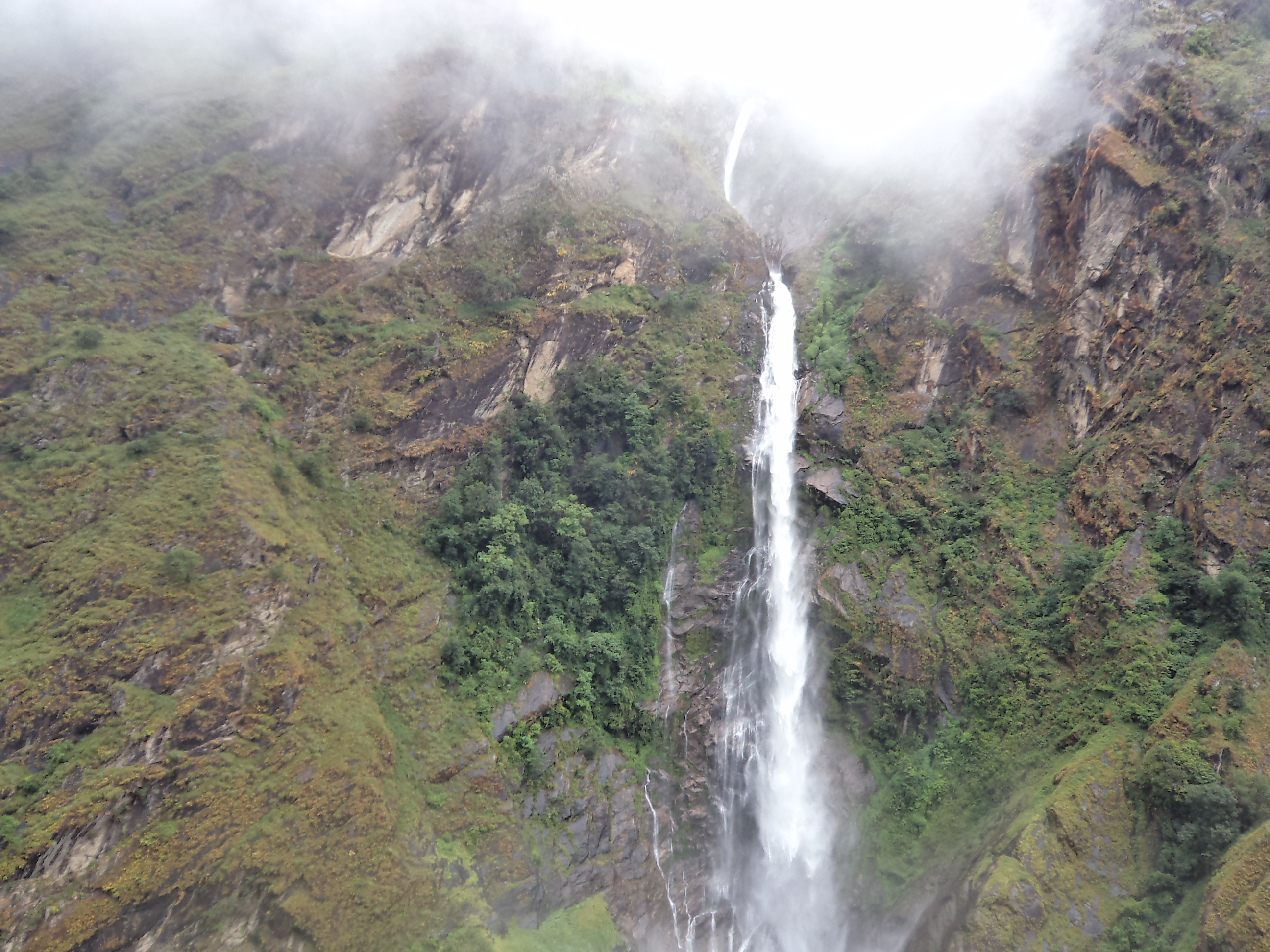
Cascada en el área de conservación de Gauri Shankhar.

Creada en 2010 en torno a la montaña, cubre una extensión de 2179 km2 en los distritos de  Ramechhap, Dolakha y Sindhupalchok e incluye 22 poblaciones. Linda con el Tíbet por el norte y conecta los parques nacionales de Langtang y Sagarmatha. Forma parte del Paisaje Sagrado del Himalaya.
El área de conservación es rica en flora y fauna. Hay hasta 16 tipos de vegetación, incluidos bosques de Pinus roxburghii, Schima-Castanopsis, Alnus, Pinus wallichiana, Pinus patula, Rhododendron, Quercus lanata y bosques templados de robles.
Entre las 34 especies de mamíferos destacan el leopardo de las nieves, el oso negro del Himalaya y el tar del Himalaya. Uno de los mamíferos más raros de la zona es el panda rojo. En 2019, fueron registrados el gato dorado asiático, el macaco de Assam, la civeta de las palmeras enmascarada, el goral del Himalaya, el serau del Himalaya y el muntíaco de la India.
En la zona hay registradas 235 especies de aves, 14 especies de serpientes, 16 de peces, 10 de anfibios y 8 de lagartijas.
En la localidad de Kalinchok se encuentra el Templo de Kalinchowk Bhagwati, a 3842 m de altitud donde nacen los ríos Sunkoshi y Tamakoshi.